# Kujnik (żupania pożedzko-slawońska)
Kujnik – wieś w Chorwacji, w żupanii pożedzko-slawońskiej, w gminie Brestovac. W 2011 roku liczyła 22 mieszkańców.